# Oscar Egede-Nissen
Oscar Egede-Nissen, född 7 mars 1903 i Oslo, död 1 november 1976, var en norsk skådespelare, son till Adam Egede-Nissen.
Han debuterade 1932 på Den Nationale Scene i titelrollen i Hamlet, och medverkade i uruppsättningen av Nordahl Griegs Atlanterhavet (1933) i Griegs egen regi. Han var sedan vid Nationaltheatret, Centralteatret och Trøndelag Teater. Bland hans filmroller kan nämnas rollen som den vänlige Oscar i Tancred Ibsens Tattarbruden (1937) och som brutal tysk officer i Toralf Sandøs Englandsfarare (1946).

## Filmografi (urval)
- 1936 – Vi bygger landet
- 1936 – Vi vil oss et land...
- 1937 – By og land hand i hand
- 1937 – Ungt blod
- 1937 – Tattarbruden
- 1939 – Valfångare
- 1940 – Vildmarkens sång
- 1942 – Nordlandets våghals
- 1943 – Vigdis
- 1943 – Den nye lægen
- 1944 – Kommer du, Elsa?
- 1946 – Jag var fånge på Grini
- 1946 – Englandsfarare
- 1951 – Skadeskutt
- 1953 – Ung frue forsvunnet
- 1954 – Shetlands-Larsen
- 1955 – Hjem går vi ikke
- 1956 – Kvinnens plass
- 1958 – Pastor Jarman kommer hjem
- 1959 – Herren och hans tjänare
- 1961 – Hans Nielsen Hauge
- 1963 – Vildanden